# Les Sept Colts du tonnerre
Pour plus de détails, voir Fiche technique et Distribution.
Les Sept Colts du tonnerre (Sette magnifiche pistole) est un western spaghetti hispano-italien réalisé par Romolo Guerrieri et sorti en 1966.

## Fiche technique
Sauf indication contraire, les informations mentionnées dans cette section peuvent être confirmées par la base de données cinématographiques IMDb,  présente dans la section « Liens externes ».
- Titre français : Les Sept Colts du tonnerre ou Les 7 Colts du tonnerre[1]
- Titre original : Sette magnifiche pistole ou 7 magnifiche pistole[2]
- Réalisation : Romolo Guerrieri (sous le nom de « Romolo Girolami »)
- Scénario : Alfonso Balcázar, Giovanni Simonelli (it), José Antonio de la Loma
- Photographie : Angelo Filippini, Víctor Monreal
- Montage : Carlo Reali
- Musique : Gino Peguri
- Décors : Enrique Bronchalo
- Production : Alessandro Jacovini, Augusto Silvestrini, Alfonso Balcázar
- Société de production : Balcázar Producciones Cinematográficas, C.I.A. Cinematografica, N.B.S. Cinematografica
- Pays de production :  Italie -  Espagne
- Langue de tournage : italien
- Format : Couleurs par Eastmancolor - 2,35:1 - Son mono - 35 mm
- Durée : 86 minutes (1 h 26)[2]
- Genre : Western spaghetti
- Dates de sortie : 
  - Italie : 8 avril 1966
  - France : 19 août 1966[1]
  - Espagne : 21 juin 1971

## Distribution
- Sean Flynn  (VF : Pierre Vaneck) : Timothy Hollister Benson
- Fernando Sancho  (VF : Jacques Hilling) : Rodrigo Rodriguez
- Ida Galli  (VF : Martine Sarcey) : Cora lee
- Daniel Martín : Slim
- Juan Fernandez : Grand père Lee
- Poldo Bendandi  (VF : Georges Aminel) : Corky
- Tito García  (VF : Albert Augier) : Abel
- Spartaco Conversi  (VF : Serge Nadaud) : Brett Colton
- Rafael Albaicín (VF : Jacques Deschamps)  : Renard Noir
- Antonio Almorós  (VF : Roger Rudel) : Le shérif Coleman
- Frank Oliveras  (VF : Michel Gatineau) : Brent
- Juan Torres  (VF : Claude Bertrand) : l'arbitre de la boxe